# 3学期制
3学期制（さんがっきせい）は、学校の1年間の課程を3つの学期に分けて行う制度である。3期制（さんきせい）ともいう。
2002年度より全国的に3学期制から2学期制に変更する学校が相次いだが、3学期制に戻す動きが目立つ。行事や定期試験の回数を減らし、授業時間を増やすのが目的の2学期制も長期休暇の短縮や土曜授業の実施をしたことや、2学期制は通知表の回数が減るという保護者からの苦情もあったことが理由である。

## 仕組み
一般に、4月から7月(または8月)を1学期、8月(または9月)から12月を2学期、1月から3月を3学期としている。各学期の間には夏休み、冬休み、春休みがあり、この長期休業で学期を区切っているという見方もできる。

## 長所と短所
学習者（児童や生徒）側と教員側にそれぞれ次のような利点と欠点がある。

### 学習者側
長所
- 1回の定期考査の範囲が2学期制と比べ短く、学習しやすい。
- 秋休みが無いため、春・夏・冬休みが長い。
- 通知表を春・夏・冬休み前の計3回受け取ることができる。

短所
- 定期考査の回数が2学期制と比べて多い。

### 教員側
長所
- 長期休業を学期の区切りとした指導ができる。従って各学期中に長期休業が入らないため、学習や生活のリズムも作りやすく、学期中の長期休業による間延びがない。

短所
- 2学期制に比べて、始業式・終業式・定期考査等の回数が増えるため、年間授業総時数が少なくなる恐れがある。そのため、余裕を持った年間指導計画が作成しにくい場合がある。

## 3学期制定期テスト時期
1学期中間テスト5月中旬〜下旬
1学期期末テスト6月下旬〜7月上旬、中旬
2学期中間テスト9月下旬、10月上旬
2学期期末テスト11月下旬〜12月上旬【学年末】（中学3年生は10月中旬〜10月下旬）
3学期期末テスト【学年末】2月中旬〜下旬（中学3年生は3学期期末テスト無し）